# Fang Ganmin
Lin Fengmian, pseudonimo di Fang Ganmin (Meixian, 2 marzo 1906 – 1º gennaio 1984), è stato un pittore cinese.
Nel 1928 divenne professore dell'Accademia cinese di belle arti; influenzò tra gli altri il suo allievo Chu Teh-Chun e Zao Wou-Ki.